# Paesaggio culturale di Hawraman/Uramanat
Il paesaggio culturale di Hawraman/Uramanat è il XXVI sito patrimonio culturale tangibile dell'Iran. Questo paesaggio remoto e montuoso testimonia la cultura tradizionale del popolo Hawrami, una tribù agropastorale curda che abita la regione ininterrottamente dal 3000 a.C. circa. La proprietà si trova nel cuore dei Monti Zagros nelle province del Kurdistan e Kermanshah lungo il confine occidentale dell'Iran. Dal luglio 2021 è stato inserito nel patrimonio dell'umanità dell'UNESCO sotto il titolo "Paesaggio culturale di Hawraman/Uramanat".
I villaggi Uramanat si trovano nelle province montuose di Kermanshah e del Kurdistan dell'Iran e del Governatorato di Halabja del Kurdistan iracheno. I villaggi sono unici in termini di architettura, stile di vita e metodologia agricola. Sono integrati con la natura incorporando l'agricoltura in terreni in forte pendenza. I 12 villaggi inclusi nel sito illustrano le risposte in evoluzione del popolo Hawrami alla scarsità di terra produttiva nel loro ambiente montuoso attraverso i millenni.

## Storia
Le prime testimonianze archeologiche mostrano che la regione era abitata dall'uomo fin dal Paleolitico medio (più di 40.000 anni fa). Questa prova è stata scoperta dagli archeologi vicino al villaggio di Hajij e tra i villaggi di Naw e Asparez nella valle di Sirwan. Prove dell'occupazione del tardo Paleolitico sono state scoperte in un sito di grotte chiamato Kenacheh nella valle di Perdi Mala. Questi reperti archeologici sono stati portati alla luce durante il programma di salvataggio archeologico della diga di Darian che ha condotto diverse stagioni di indagini e scavi archeologici nell'area del bacino idrico portando alla scoperta di una serie di importanti siti paleolitici e successivi. I principali siti di scavo sono stati Dārāi Rockshelter (Paleolitico medio), Kenācheh Cave (Paleolitico superiore), Ruwār tomb (Età del ferro), Sar Cham (Calcolitico e età del ferro) e Barda Mār (XIX secolo). Ad eccezione dei siti di Ruwar, tutti gli altri siti scavati sono stati allagati nel 2015-2016.
L'iscrizione di Sargon II a Tang-i Var, vicina al villaggio di Tang-i Var, indica che la regione fu occupata dagli Assiri durante le loro campagne militari a Zagros. Questa iscrizione reale appartiene a Sargon II, re di Assiria (721–705 a.C.).
Le "Pergamene di Avroman", un insieme di tre documenti di epoca seleucide e partica, furono trovate nella regione nel 1909. Vennero scoperte in una grotta sul monte Kuh-e Salan, vicino al villaggio di Shar Hawraman, e successivamente inviate a Londra. I documenti datano dall'88/87 a.C. al 33, con due scritti in greco e uno in partico. Documentano la vendita di una vigna e di un altro terreno, e includono i nomi di Pātaspak, figlio di Tīrēn e Awīl, figlio di Baænīn.

## Stato del patrimonio UNESCO
Questo sito è stato aggiunto per la prima volta all'elenco provvisorio del patrimonio dell'umanità dell'UNESCO il 9 agosto 2007. Il 27 luglio 2021, insieme a parte della regione di Hawraman, è stato ufficialmente iscritto nella lista del patrimonio dell'umanità come sito culturale con il nome di "Paesaggio culturale di Hawraman/Uramanat".